# Cassia (botanica)
Cassia L. è un genere di piante della famiglia delle Fabacee (o Leguminose).

## Descrizione
Comprende piccoli alberi e arbusti con vistose fioriture di colore bianco, giallo o rosa.

## Distribuzione e habitat
Il genere ha una distribuzione pantropicale.

## Tassonomia
Il genere Cassia fa parte della famiglia delle Leguminose e della sottofamiglia delle Cesalpinioidee.
È il genere tipo della tribù delle Cassiee.
Il genere Cassia comprendeva in passato oltre 600 specie; successivi studi di filogenesi molecolare hanno portato allo spostamento di oltre metà delle specie nei generi Chamecrista e Senna.
Plants of the World Online (giugno 2023) assegna al genere Cassia le seguenti specie:
- Cassia abbreviata Oliv.
- Cassia afrofistula Brenan
- Cassia angolensis Welw. ex Hiern
- Cassia arereh Delile
- Cassia artensis Beauvis.
- Cassia aubrevillei Pellegr.
- Cassia bakeriana Craib

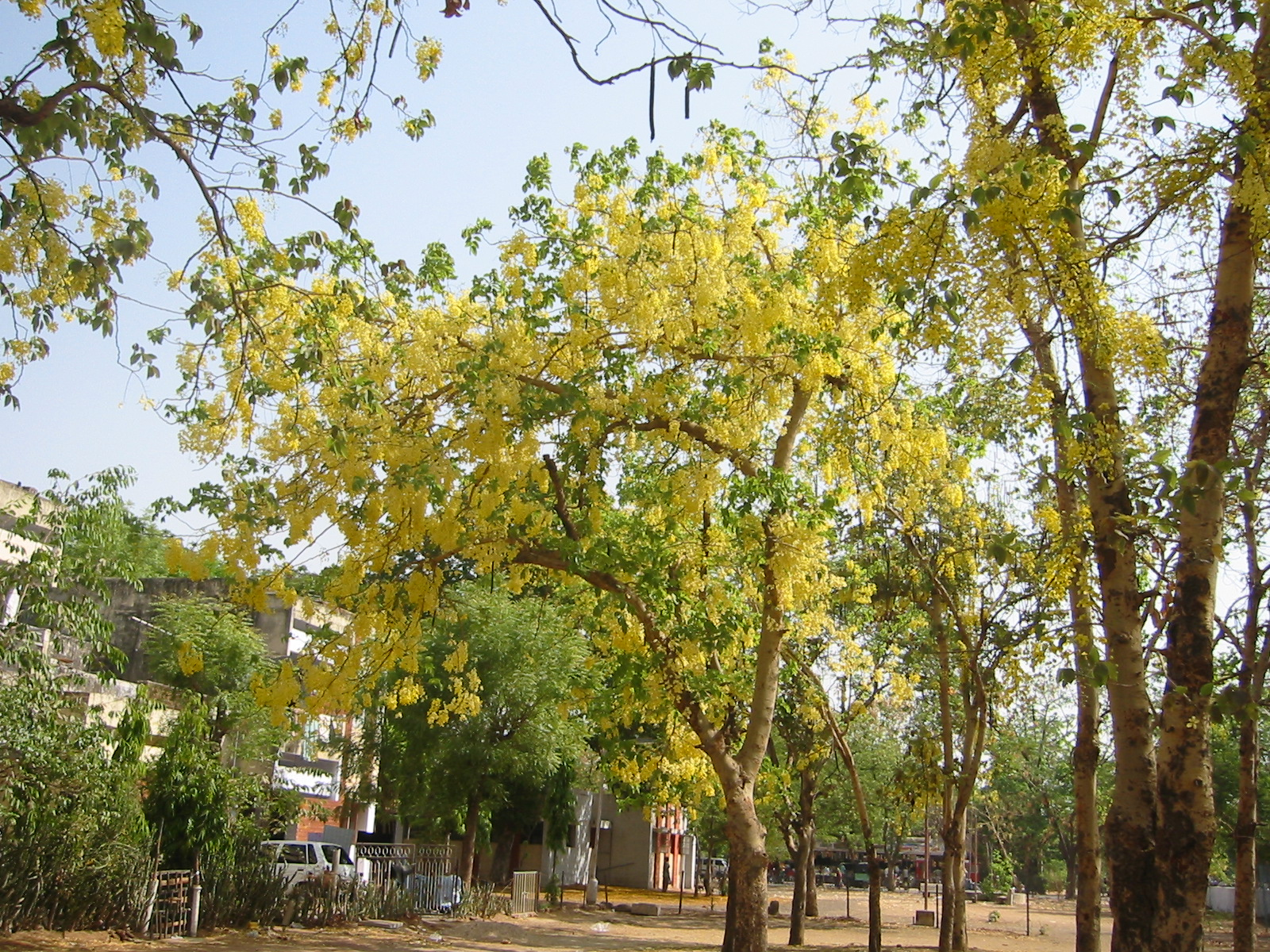
Cassia fistula in fioritura, Ahmedabad, India

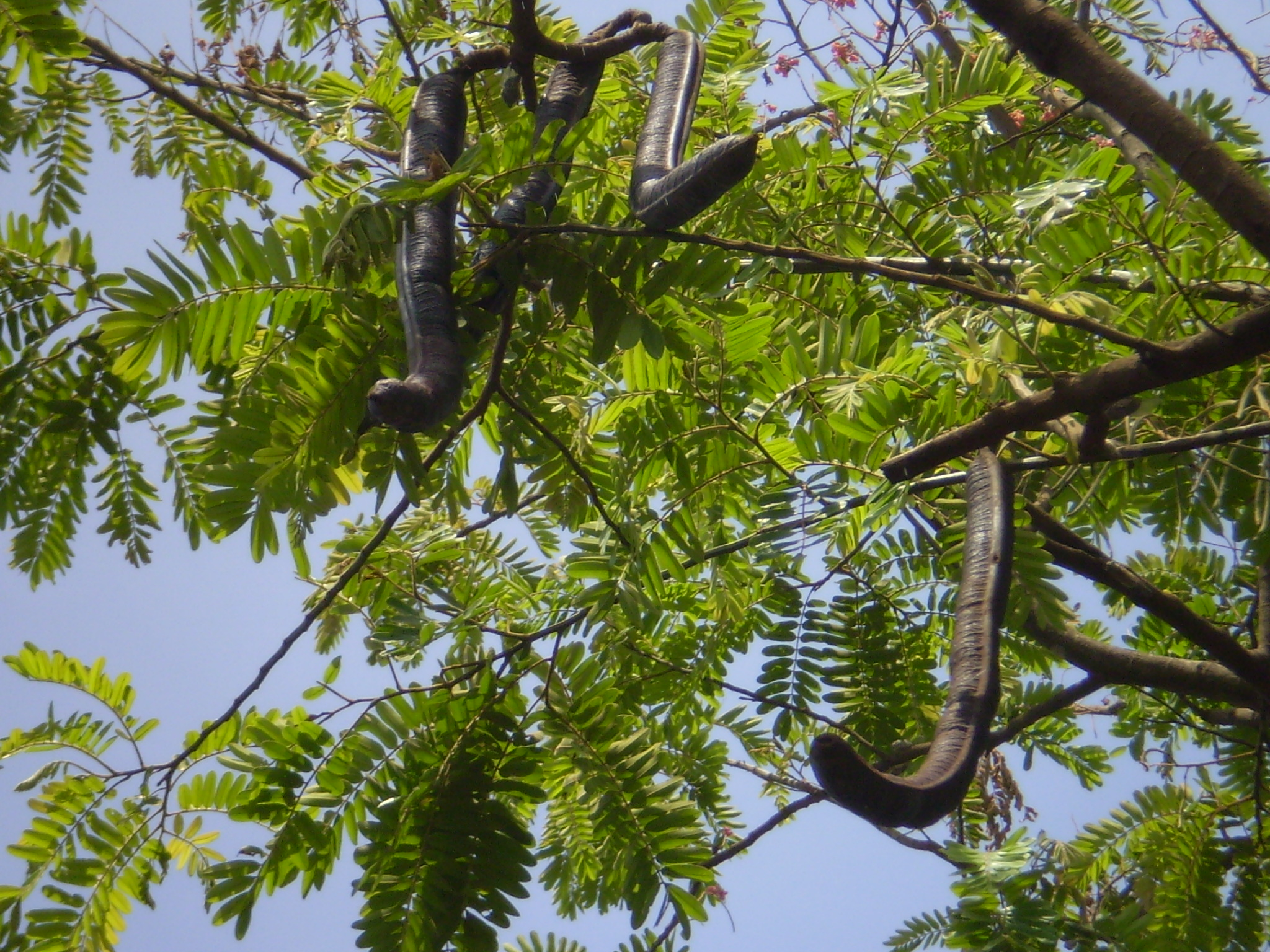
Frutti di Cassia grandis

- Cassia brewsteri (F.Muell.) F.Muell. ex Benth.
- Cassia burttii Baker f.
- Cassia cowanii H.S.Irwin & Barneby
- Cassia eremophila A.Cunn. ex Vogel
- Cassia fastuosa Willd. ex Vogel
- Cassia ferruginea (Schrad.) DC.
- Cassia fikifiki Aubrév. & Pellegr.
- Cassia fistula L.
- Cassia grandis L.f.
- Cassia hintonii Sandwith
- Cassia hippophallus Capuron
- Cassia javanica L.
- Cassia johannae Vatke
- Cassia lancangensis Y.Y.Qian
- Cassia leiandra Benth.
- Cassia leptophylla Vogel
- Cassia mannii Oliv.
- Cassia marksiana (F.M.Bailey) Domin
- Cassia midas H.S.Irwin & Barneby
- Cassia moschata Kunth
- Cassia mystacicarpa Rizzini & Heringer
- Cassia psilocarpa Welw.
- Cassia queenslandica C.T.White
- Cassia × regia Standl.
- Cassia roxburghii DC.
- Cassia rubriflora Ducke
- Cassia sieberiana DC.
- Cassia spruceana Benth.
- Cassia swartzioides Ducke
- Cassia thyrsoidea Brenan
- Cassia tomentella (Benth.) Domin

## Usi
Le foglie di alcune specie di Cassia contengono antrachinoni, sostanze che esercitano un'azione lassativa, stimolando la contrazione delle pareti del colon e inibendo il riassorbimento dell'acqua e dei sali minerali.